# Bolszaja Kazakbajewa
Bolszaja Kazakbajewa (ros. Большая Казакбаева) – wieś (dieriewnia) w Rosji, w obwodzie czelabińskim, w rejonie kunaszackim. W 2021 liczyła 421 mieszkańców.